# Vermogensleer
De vermogensleer is een leerstuk uit het Belgische goederenrecht dat de principes inzake het juridische vermogen van een persoon regelt. De vermogensleer wordt geregeld in de artikel 3.35 tot 3.37 van het Belgisch Burgerlijk Wetboek (BW).

## Omschrijving

### Definitie
Het vermogen van een persoon wordt door het Burgerlijk Wetboek gedefinieerd als de juridische algemeenheid die het geheel van de bestaande en toekomstige goederen en verbintenissen omvat (art. 3.35, eerste lid BW).
De vermogensleer is samen te vatten in drie uitgangspunten (art. 3.35, tweede lid BW):
- Elke natuurlijke persoon of rechtspersoon heeft een vermogen;
- Enkel natuurlijke personen of rechtspersonen hebben een vermogen;
- Elke natuurlijke persoon of rechtspersoon heeft in principe slechts één enkel vermogen.

### Gevolgen
Het vermogen van een persoon dient in beginsel als algemeen verhaalsonderpand voor de schuldeisers van deze persoon. Dit betekent dat een schuldeiser zijn vordering op alle goederen van zijn schuldenaar verhalen, tenzij de wet of het contract anders bepaalt (art. 3.36, eerste lid BW). 
In geval van samenloop tussen de schuldeisers, wordt de opbrengst ervan onder hen naar evenredigheid van hun vordering verdeeld, tenzij er tussen de schuldeisers wettige redenen van voorrang bestaan (zoals bijvoorbeeld een hypotheek of een pandrecht). Een schuldeiser kan met zijn schuldenaar overeenkomen dat hij tegenover bepaalde of alle schuldeisers een lagere rang neemt dan de wet hem toekent (art. 3.36, tweede lid BW).
De regel dat enkel natuurlijke personen of rechtspersonen een vermogen hebben, heeft bijvoorbeeld tot gevolg dat dieren naar Belgisch recht geen vermogen hebben.

### Uitzonderingen

#### Kwaliteitsrekeningen
De schuldvorderingen op gelden, effecten en geldswaardige papieren aan toonder die ten behoeve van een derde zijn geplaatst op de zogenaamde kwaliteitsrekeningen of derdenrekeningen van advocaten, gerechtsdeurwaarders, vastgoedmakelaars, en notarissen zijn afgescheiden van het vermogen van de rekeninghouder (art. 3.37, eerste lid BW).

#### Andere uitzonderingen
Een andere wettelijke uitzondering op de regel dat men met zijn volledig vermogen instaat voor al zijn verplichtingen ligt bijvoorbeeld besloten in de lijst van goederen die niet in beslag kunnen worden genomen (art. 1408 tot 1412quinquies van het Gerechtelijk Wetboek (Ger.W.)).
Een lijfrente is niet vatbaar voor beslag als deze enerzijds wordt vermaakt in een schenking of een testament en als de schenker of testator anderzijds heeft bepaald dat de lijfrente niet vatbaar is voor beslag (art. 1981 Oud Burgerlijk Wetboek).

## Geschiedenis
De vermogensleer werd aanvankelijk slechts ten dele expliciet geregeld in de wet, namelijk in de artikelen 7, 8 en 8/1 van de Hypotheekwet. Bij de invoering van boek 3 in het Burgerlijk Wetboek in 2021 werden deze regels hernomen in de artikelen 3.35 tot 3.37 BW.